# 石山弄古石宕遗址
石山弄古石宕遗址位于中国浙江省宁波市鄞州区五乡镇石山弄村东山头自然村，南北宽41米，东西长106米，有大小石宕20余处，深浅各异，宕池积水，采石始于何时无史料记载，曾在其中一处石宕的洞壁上发现刻有“淳熙元年”（1174年）字样，今已难觅，石宕南面现为民房，部分古宕被围在屋后作水井，2010年9月公布为鄞州区文物保护单位。